# Ziarnówka pośrednia
Ziarnówka pośrednia (Cystoderma intermedia Harmaja) – gatunek grzybów należący do rzędu pieczarkowców (Agaricales).

## Systematyka i nazewnictwo
Pozycja w klasyfikacji według Index Fungorum: Cystoderma, Incertae sedis, Agaricales, Agaricomycetidae, Agaricomycetes, Agaricomycotina, Basidiomycota, Fungi.
Po raz pierwszy opisał go w 1979 r. Harri Harmaja w Finlandii. Synonimy:
- Cystoderma amianthinum var. sublongisporum Singer 1945
- Cystoderma sublongisporum (Singer) Singer 1975

## Występowanie i siedlisko
Podano stanowiska w Europie, najliczniejsze na Półwyspie Skandynawskim. W Polsce stanowiska tego gatunku podała Anna Bujakiewicz.
Naziemny grzyb saprotroficzny.